# Аккар (мухафаза)
Аккар (араб. محافظة عكار‎) — самая северная мухафаза Ливанской Республики, образованная в 2014 году путём отделения от Северной мухафазы. Включает в себя лишь один одноимённый район — Аккар, который в свою очередь подразделяется на 126 муниципалитетов. Административный центр провинции — город Хальба.
На юго-западе и юго-востоке граничит соответственно с Северной мухафазой и мухафазой Баальбек—Хермель Ливана, на севере и северо-востоке — с сирийскими провинциями Тартус и Хомс, на западе имеет выход к Средиземному морю.
По оценкам Управления по координации гуманитарных вопросов ООН в 2016 году население мухафазы насчитывало 378 937 человек, среди которых 26,6 % являлись беженцами гражданской войны в Сирии и 6,7 % — палестинскими беженцами.